# Oculariste
L’oculariste est un professionnel de santé qui conçoit, réalise et pose des prothèses oculaires et qui traite en partie les atteintes secondaires à la perte ou à l'absence de globe oculaire. Les ocularistes peuvent avoir une activité libérale et ou salariale.

## Missions
Un arrêté du 16 octobre 2007 du Ministère de la santé, de la jeunesse et des sports de la République française définit les objectifs de la prothèse : "Une prothèse oculaire est destinée à favoriser dans les délais les plus brefs la réintégration sociale des sujets porteurs d’une malformation ou d’une mutilation du globe oculaire, ou ceux dont la perte définitive de la vision (avec conservation du globe oculaire) s’accompagne d’une diminution du volume oculaire ou d’une modification disgracieuse du segment antérieur de l’œil. L’appareillage par une prothèse oculaire est un appareillage reconstructeur à visée esthétique et non optique."
L’oculariste doit identifier les besoins du futur porteur de la prothèse.  Il procède à la prise d'empreinte et aux mesures de l'œil de la personne concernée. Les yeux artificiels sont réalisés en verre ou en polyméthacrylate de méthyle. L’arrêté du 16 octobre 2007 énumère les conditions techniques de réalisation.

## Formation et conditions d’exercice
L'ordonnance du 19 janvier 2017 de la République française, relative à la reconnaissance des qualifications professionnelles dans le domaine de la santé, précise que la profession peut-être exercée par « les personnes qui, dans des conditions déterminées par décret, justifient d'une formation attestée par un diplôme d’État, un titre ou un certificat ou disposent d'une expérience professionnelle et respectent des règles de délivrance de l'appareillage ». 

## Organisation professionnelle
L'union des ocularistes Français (UDOF) est le Syndicat National des ocularistes Français qui a pour but de représenter la profession dans les réunions conventionnelles avec la Caisse Nationale d’Assurance Maladie des Travailleurs Salariés (CNAMTS) ou les Caisses Régionales d’Assurance Maladie (CRAM) au sein des Commissions.